# Église Saint-Antoine de Vilupulli
L'église Saint-Antoine est une église catholique romaine située à Vilupulli, dans l'archipel de Chiloé au Chili.

## Dédicace
L'église est dédiée à saint Antoine. En espagnol, elle s'intitule iglesia San Antonio.

## Caractéristiques
L'église est construite à Vilupulli,.
L'édifice est une construction en bois.

## Historique
L'église est classée comme monument national en 1971. Elle est répertoriée avec le groupe des églises de Chiloé sur la liste des édifices en danger du Fonds mondial pour les monuments en 1996.
En 2000, avec 15 autres églises de l'archipel, l'église est inscrite au patrimoine mondial par l'UNESCO.